# Orio Mastropiero
Orio Mastropiero (vagy másként: Orio Malipiero), (Velence, 12. század – Velence, 1192) volt Velence negyvenedik dózséja. 1178-ban foglalhatta el a kereskedőváros legfőbb hivatalát, és tizennégy éven keresztül irányította a Velencei Köztársaságot. Trónra lépése után öt évvel páli fordulatot vett addigi eseménytelen, békés uralma. Az 1183-ig mindössze jogalkotói képességeit csillogtató Orio az európai lehetőségeket kijátszva háborút háborúra halmozott. A keresztes háborúk harmadik hulláma jelentette a legnagyobb hadi vállalkozását, azonban gyorsan kiderült, hogy a dózse tehetségesebb volt jogalkotásban, mint a hadászatban. A velenceiek rossz emlékkel őrizték meg nevét.

## Az új, törvényhozó dózse
A Mastropiero család igen jelentős befolyással rendelkezett Velencében. Tagjai igen tehetősek voltak, és valójában közös gyökerekkel rendelkeztek a Ziani családdal. Amikor elődje, Sebastian Ziani lemondott hivataláról, majd hamarosan meghalt, az újonnan megalkotott törvények alapján a tizenegy tagú Nagytanács kiválasztott négy embert maga közül, akik összehívták azon negyven velencei nemes tanácsát, amely megválasztotta Orio Mastropierot a Serenissima vezetőjének. A választók nemcsak a gazdag Mastropiero család kegyében reménykedtek, de igen jó hatással volt rájuk az a tény, hogy a nemrég elhunyt Sebastian dózséval hasonló karriert futott be Orio is. A nagyrabecsült Ziani agyafurt kereskedelme mellett Bizáncban nagyköveti pozíciót töltött be, majd a velencei bíróságon ügyvédi rangot kapott, azaz felvehette a Szent Márk ügyvédje címet. Ezen posztokon Orio követte Sebastiant, és mindössze egyetlen különbség volt közöttük, nevezetesen az, hogy Orio sokkal fiatalabb volt. A negyvenek tanácsa úgy vélte, hogy minél fiatalabb, tehát minél több idő van hátra életéből, annál nagyobb hasznát látja majd uralkodásának Velence.
1178-ban tehát a Mastropiero család feje foglalhatta el a dózse trónját. Orio úgy vélte, hogy a zavaros igazságszolgáltatást kell elsőként helyrehoznia, hiszen az új választási törvények, a Nagytanács megnövekedett hatalma nem állt összhangban az érvényben lévő igazságszolgáltatással. A büntetéseken kissé szigorított, inkább a hatáskörök felosztását dolgozta át. Több kódexet is kiadott, amelyek közül az egyik legelső és legfontosabb a Promissione dal maleficio (olaszul: Ígéret az átok elkerülésére) címet viselte. Ez valójában törvénygyűjtemény volt, amely a határozatok hatályba lépésével és a büntetések felülvizsgálatával foglalkozott. A szigorú szabályok az anyagias város életéhez igazodtak, és éppen ezért a magántulajdont igen szigorú törvények védték. Ha például az államot lopta meg valaki, az halálbüntetést vont maga után, míg ha egy másik velenceit ér káresemény, akkor gályarabságra ítélik a tettest. Gyilkosság vagy többszörös törvénysértés miatt az elkövetőt életfogytiglan börtönbe zárták, teljesen megvakították vagy levágták alsó avagy felső végtagjait. A büntetés attól függött, hogy a szemben álló felek milyen társadalmi rangot birtokoltak. A velencei ítélkezésben azonban a vagyontól való megfosztás tabu téma volt, szinte sosem büntettek ezzel senkit.

Orio a legfontosabb állami szervek működésébe is beleszólt. A választások során több velencei nemes és gazdag is rájött, hogy a negyvenek tanácsa még mindig nem engedi őket beleszólni a hatalomba. Ezért ennek a rétegnek a nyomására a dózse kibővítette a tanács létszámát negyvenhatra. Orio egészen 1183-ig foglalkozott Velence belügyeivel és igazságszolgáltatásával. Ezek után az Európaszerte fellángoló háborúk sodrába került.

## Zavaros külpolitika
A történelem kerekét nehéz mozgatni, és valójában Orio is rá lett kényszerítve arra, hogy Velencével együtt beugorjon ebbe a kerékbe. Elsőként az 1172-ben trónra lépett III. Béla, magyar királlyal kellett szembenéznie. Béla több éves trónviszály után végül másfelé is fordíthatta figyelmét. Seregei Dalmácia meghódítására vonultak fel, és hamarosan elfoglalták Zárát, majd innen kiindulva az Adriai-tenger keleti partvidékét. A dózse nem tudta felvenni a versenyt Béla seregeivel, amiben komoly szerepe volt annak is, hogy délen Bizánccal újra megromlottak a város kapcsolatai. 1180-ban a mindössze tízéves II. Alexiosz császár foglalta el a trónt. A konstantinápolyi udvar megelégelte a bizánci koncon veszekedő itáliai városokat, és törvényben tiltotta ki őket a városból. Ennek közvetlen kiváltó oka az volt, hogy a bizánci kereskedelmet jelentősen megdrágította Genova és Pisa folyamatos ellenőrzése és vámolása. A két város a velencei hajóktól akarta beszedni azt a kiesett bevételt, amit a Serenissima kereskedői raboltak el tőlük. Alexiosz eleinte támogatta a kereskedőnegyedeket, és Orioval is előnyös megállapodásokat kötött, aztán egyszer csak betelt a pohár, és a császár kitiltotta az összes itáliai kereskedőt a fővárosból. Az ottmaradt árut és minden ingóságot lefoglalt az udvar.
A velencei gazdaság nagy érvágásként élte meg a konstantinápolyi kereskedőtelep elvesztését, de történt már ilyen korábban is, így mindenki bízott Alexiosz enyhülésében. Ám hamarosan rosszabbra fordult a helyzet a Földközi-tenger medencéjében zajló háborúk miatt. II. Vilmos, szicíliai király a német-római császár jóváhagyásával megtámadta Bizánc görög területeit. Szárazföldi serege Thesszalonikét vette ostrom alá, flottája pedig elfoglalta Korfut, Zakinthoszt, Ithakát és a Peloponnészosz egy részét. 1185-ben Thesszaloniké is elesett. Ráadásul 1188-ra Szaladin elfoglalta Szíriát és Egyiptomot is. A velencei kereskedők nem csupán felvevőpiacaik oroszlánrészét veszítették el, de megfogyatkoztak azok a piacok is, amelyekről árukat szereztek be. A kereszténység és az iszlám közti háborúk korában pedig nem volt tanácsos kereskedelmi megállapodásokat kötni az új keleti hatalommal. 1188-ban VIII. Gergely pápa meghirdette a harmadik keresztes háborút, amely végképp elásta a kereskedővárost a harcokban. A keresztes hadjárat több állam számára mindössze keretet jelentett, amelyben hatalmukat ki tudják terjeszteni más államokra. Velence is ezek közé tartozott. A pisai flotta megtámadta a genovai és velencei hajókat, aminek következtében Genova Pisát támadta meg. Orio azonban úgy döntött, hogy a velencei flotta nyílt háborút kezd mindenki ellen, aki a tengeren az útjukba akad. A dózse döntése egyben azt jelentette, hogy a velencei hajók egyfajta kalózhordává minősültek át. A nyílt háborúban a velencei flotta szövetségre lépett a normannokkal, és együtt támadták meg Genova, Pisa, Ancona, Dalmácia, a szaracénok és még több nemzet hajóit.

## Egy kimerült köztársaság
Az egyre katasztrofálisabb háborúk, a zavargások a belügyekben is nagy hullámokat vertek. A gazdasági instabilitás belpolitikai feszültséget szított. A 12. században Itáliában két egymással szembenálló párt alakult meg. A guelfek pártja a pápák uralmát támogatták, míg a ghibellinek a német-római császárt. Ezek mellett a két eszme követői más nézeteket vallottak az egyes államok irányításáról is. A két párt küzdelme Orio uralkodása alatt gyűrűzött be Velencébe. Az ellenfelek nem riadtak vissza a fegyveres harcoktól sem, ezért a kereskedőváros hamarosan nemcsak a tengeren vívott háborúk miatt kezdett egyre elveszettebb lenni, hanem polgárháború is fenyegette. Gyakran megesett az is, hogy a velencei flotta egyes egységei egymást támadták meg.

A felforduláson Orio nem tudott úrrá lenni, és az igazi káosz akkor következett be, amikor a dózse tisztviselői bejelentették, hogy a hajók építéséhez szükséges faanyagot szolgáltató erdők leégtek, vagy kivágták őket. A len- és kenderültetvények el voltak hanyagolva, amely a hajózáshoz nélkülözhetetlen köteleket és vitorlákat adta. Velence tehát a teljes összeomlás határán állt, amikor Orio Mastropiero 1192 júniusában úgy döntött, hogy lemond hivataláról. Ezt a tettét az is elősegítette, hogy a velenceiek egyre ellenségesebben viselkedtek vele. A nép soha nem tudta neki megbocsátani a város káoszba taszítását, és ezért egyre gyakrabban nevezték el a dózsét Malipieronak, amelyben a mali tag rosszat jelent.
Orio a San Maurizio szigetén álló villájába vonult vissza, és néhány hónap elteltével itt halt meg. Más források szerint kolostorba zárkózott.